# Saint-Pol-de-Léon
Saint-Pol-de-Léon (bret. Kastell-Paol) to miejscowość i gmina we Francji, w regionie Bretania, w departamencie Finistère.
Według danych na rok 1990 gminę zamieszkiwało 7261 osób, a gęstość zaludnienia wynosiła 310 osób/km² (wśród 1269 gmin Bretanii Saint-Pol-de-Léon plasuje się na 44. miejscu pod względem liczby ludności, natomiast pod względem powierzchni na miejscu 412.).